# 대관람차

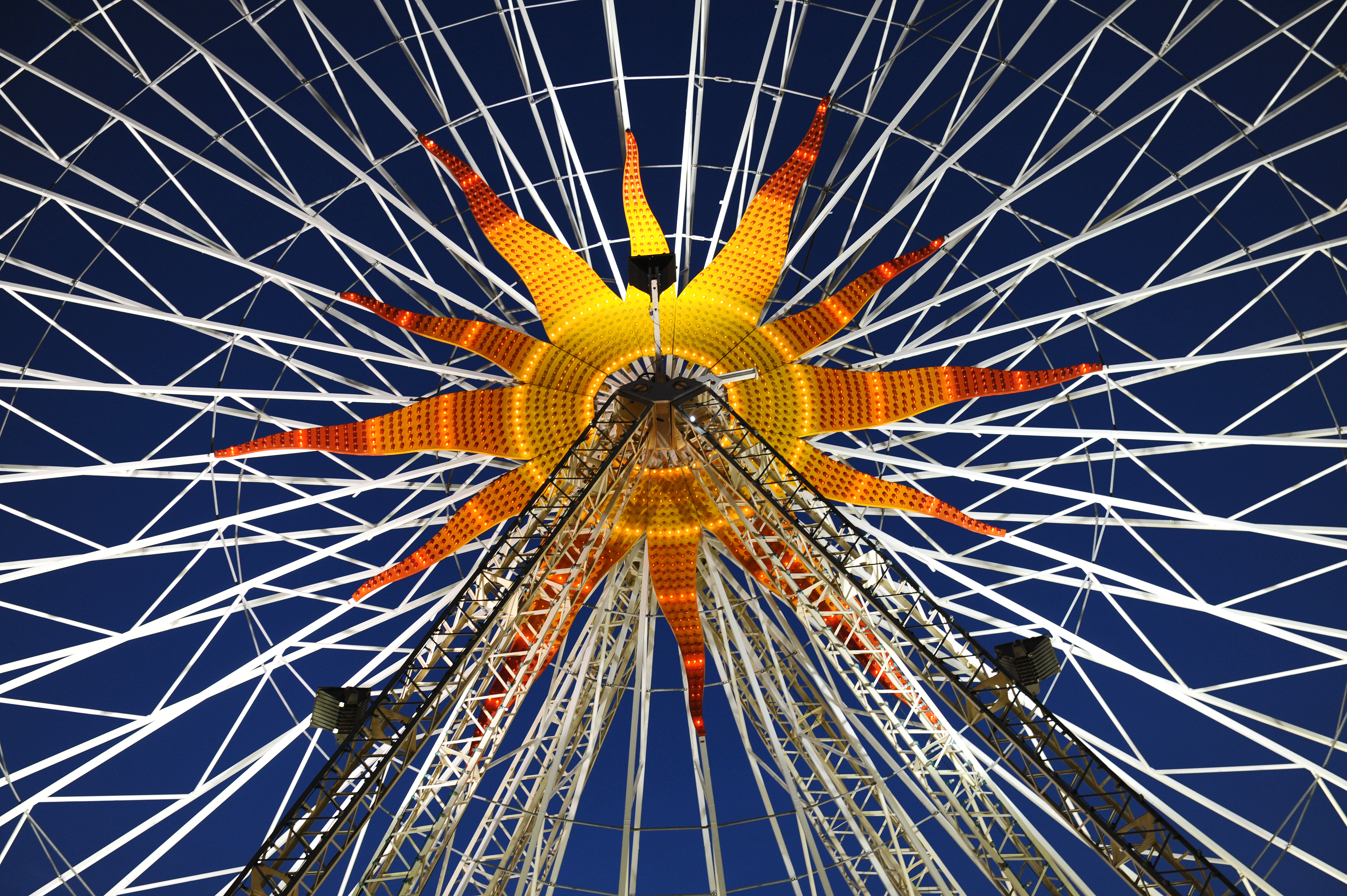
프랑스 니스의 대관람차.

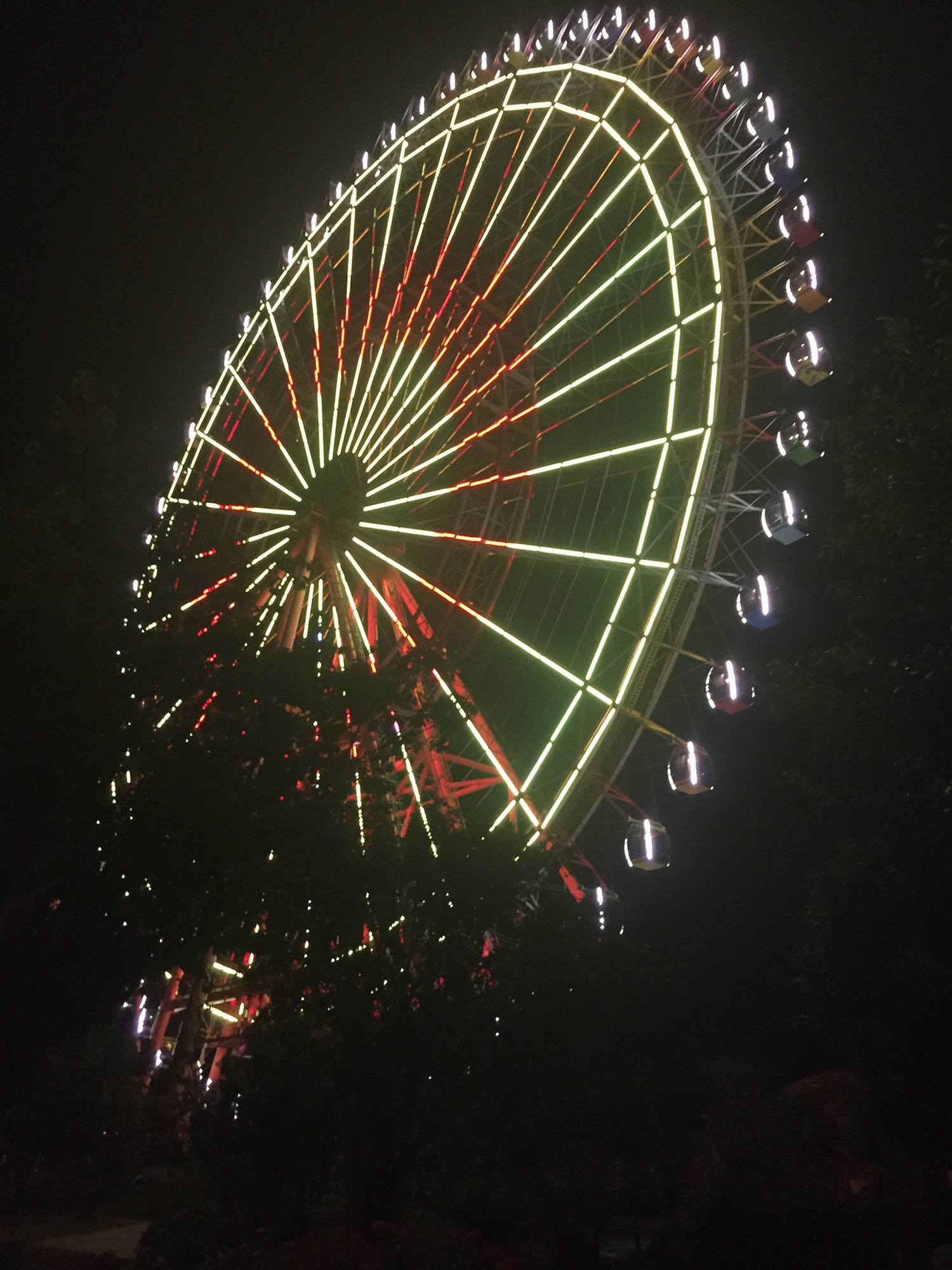
베트남 빈펄랜드 나트랑의 대관람차

대관람차(大觀覽車, 영국 영어: Big Wheel, 미국 영어: Ferris wheel)는 놀이 기구의 한 종류로서, 거대한 바퀴 둘레에 작은 방 여러 개가 매달려 있는 형태이며, 바퀴의 회전에 따라 먼 곳을 바라볼 수 있도록 만들어졌다.

## 명칭

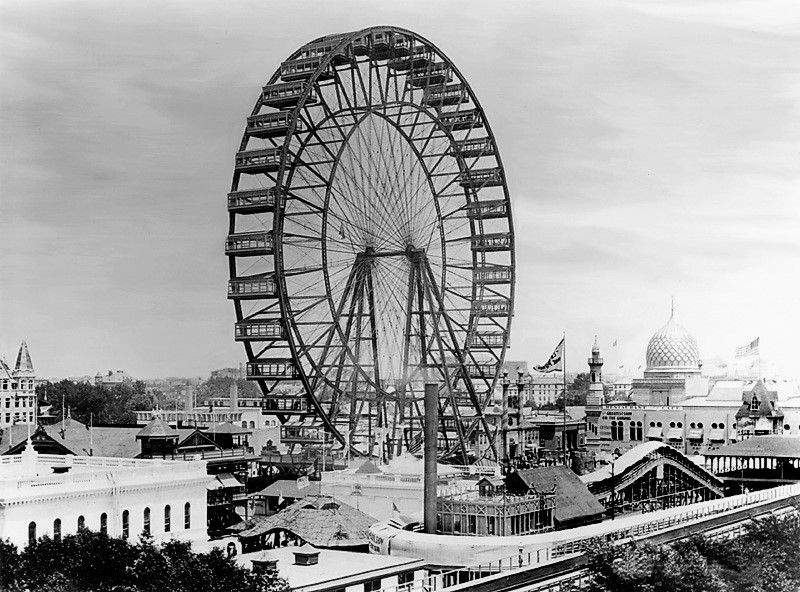
1893년, 미국 시카고 세계 박람회 (World Columbian Exposition)의 대관람차.

"대관람차"라는 명칭은 대한민국의 국립국어원에서 신어로 지정한 단어이다. 더불어 이 단어는 조선민주주의인민공화국에서도 동일하게 사용하고 있다. 이 기구가 처음 만들어진 미국에서는 발명가의 이름을 따서 대부분 "페리스 휠 (Ferris Wheel)"이라 불리고 있으며, 대한민국에서는 "페리스 휠"이라는 단어를 외래어로 사용하기도 한다. 그러나 오래전 용인 자연농원 (현.에버랜드)의 "우주관람차"가 가장 많이 알려진 덕분에 "우주관람차"란 단어가 대관람차의 일반 명사로 불리기도 했다. 한편 일본어로는 観覧車(관람차), 중국어로는 摩天輪(마천륜)이라고 한다.
- 회전 놀이 기구
- 대형 관람차 (大型觀覽車)
- 대회전식 관람차 (大回轉式觀覽車)
- 회전식 대형 관람차 (回轉式大型觀覽車)
- 마천륜 (摩天輪; 중국어에서 유래)
- 페리스 휠 (Ferris Wheel)
- 페리스 대회전식 관람차 (Ferris 大回轉式觀覽車)

## 역사
"시카고 휠"(Chicago Wheel)로 불리기도 하는 오리지널 페리스 휠(Ferris Wheel)은 미국 시카고에서 열린 1893년 만국 박람회(World Columbian Exposition)를 상징하는 80.4 미터짜리 대형 건축물로 만들어졌다. 시카고 박람회보다 앞서 개최된, 1889년 프랑스 파리 박람회의 상징인 에펠탑을 의식한 점도 있었다. 건축가 조지 워싱턴 게일 페리스 주니어(George Washington Gale Ferris, Jr.)가 건축 디자인을 함으로써 건축물 이름도 건축가의 이름을 따서 페리스 휠이라 지어졌다. 100여 년의 세월이 흐르면서 페리스 휠은 세계 대부분의 나라, 도시에 지어졌으며, 그 명칭 또한 일반 명사화되었다.
대한민국 경기도의 에버랜드에도 상기한 우주관람차가 있으나 현재는 운영하지 않고 있는 상태다. 경주월드에도 대관람차가 있었으나, 2023년 1월부터 운행 중지되고 동년 11월에 철거된 상태.

## 여러 나라의 대관람차

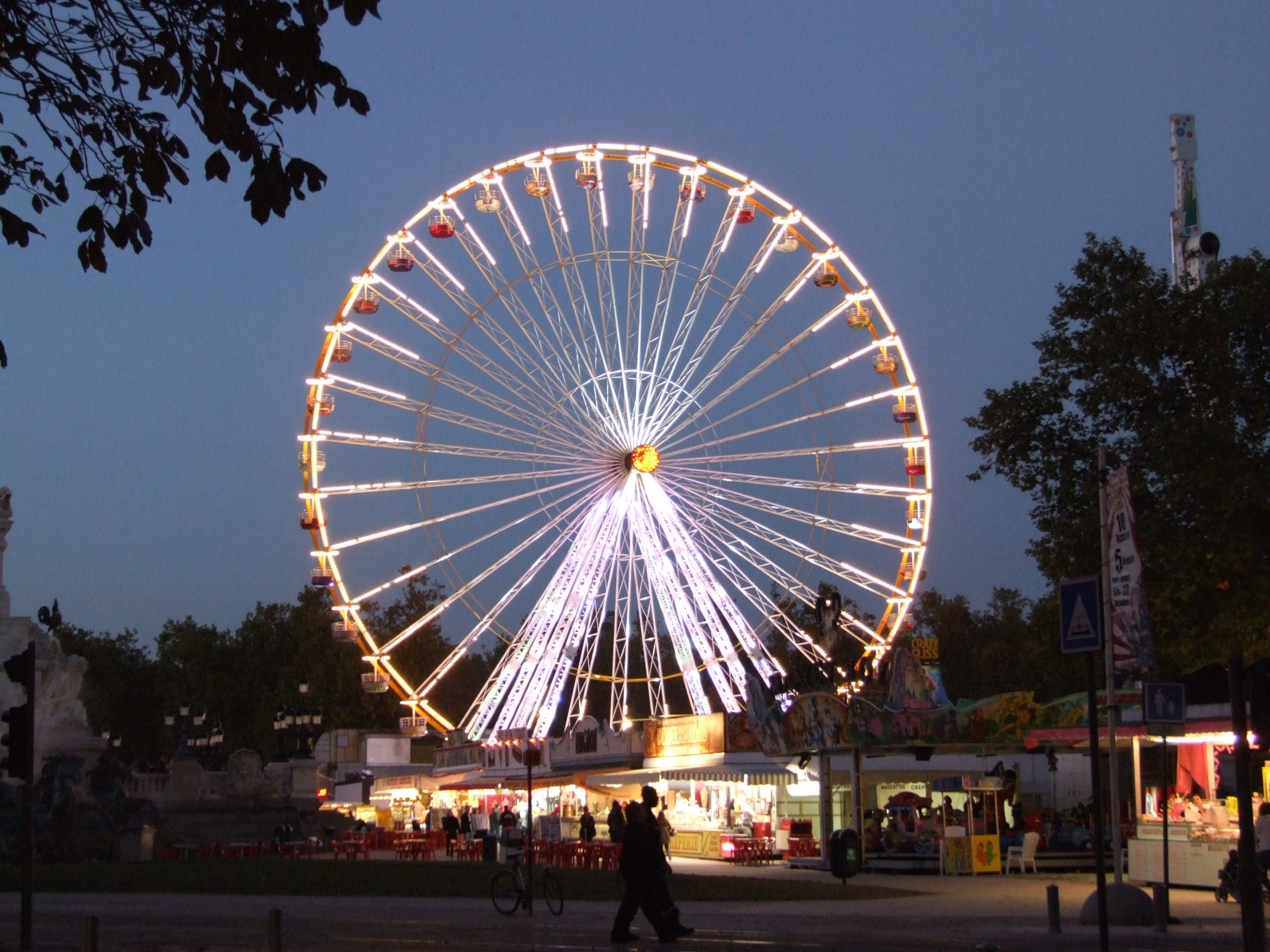
프랑스, 보르도에 있는 대관람차.
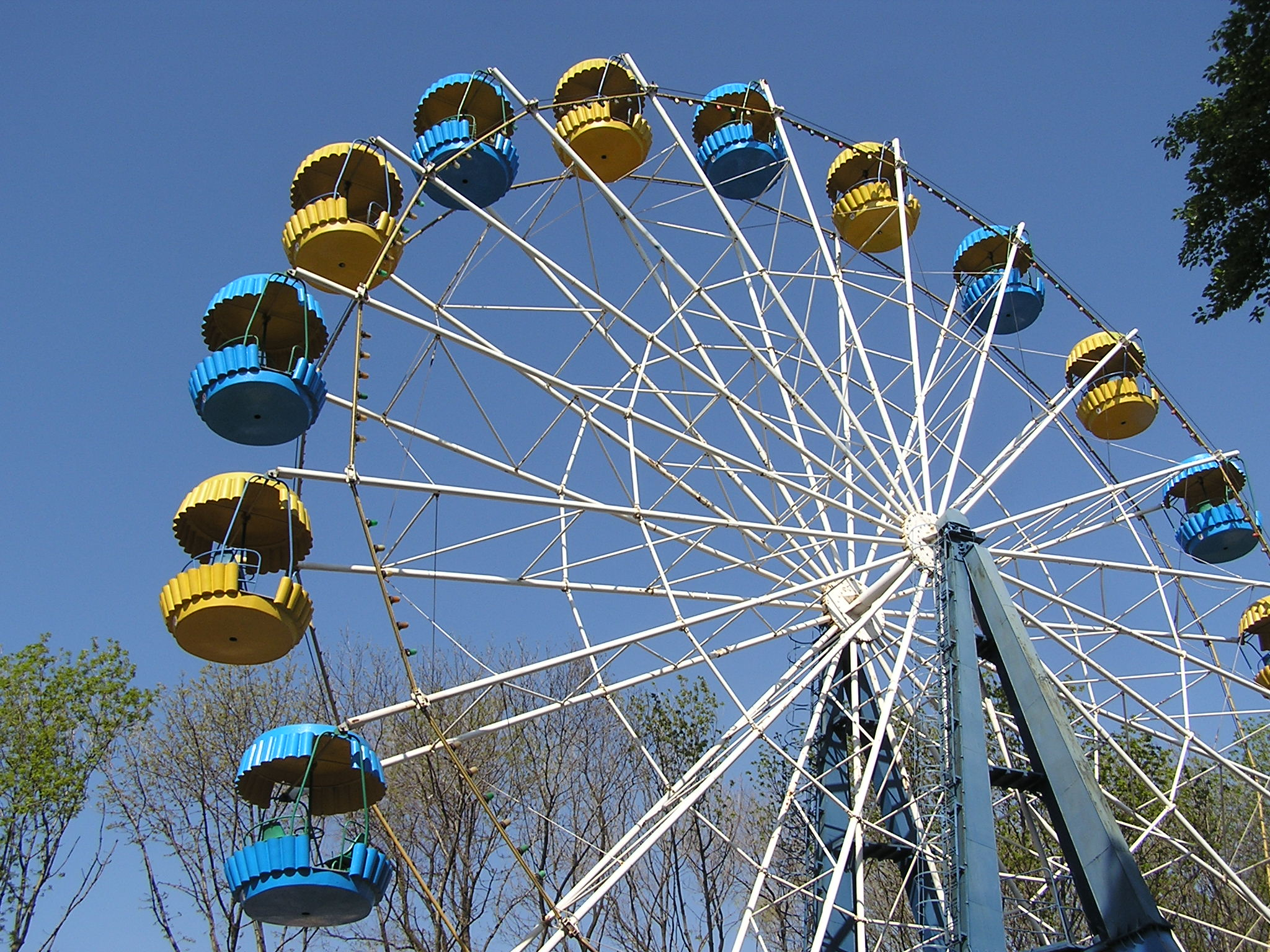
우크라이나에 있는 대관람차.
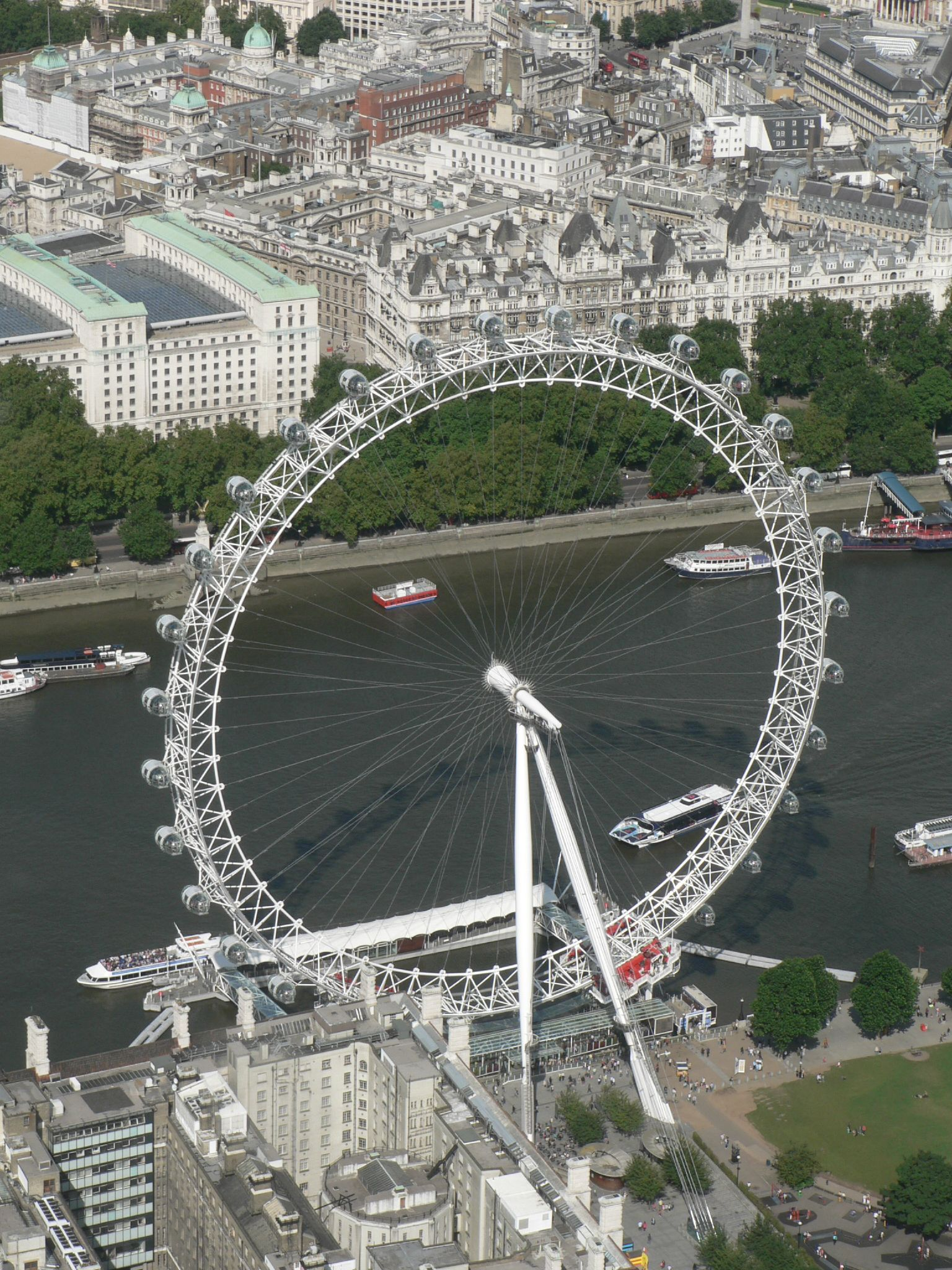
영국, 런던에 있는 런던 아이 (London Eye).
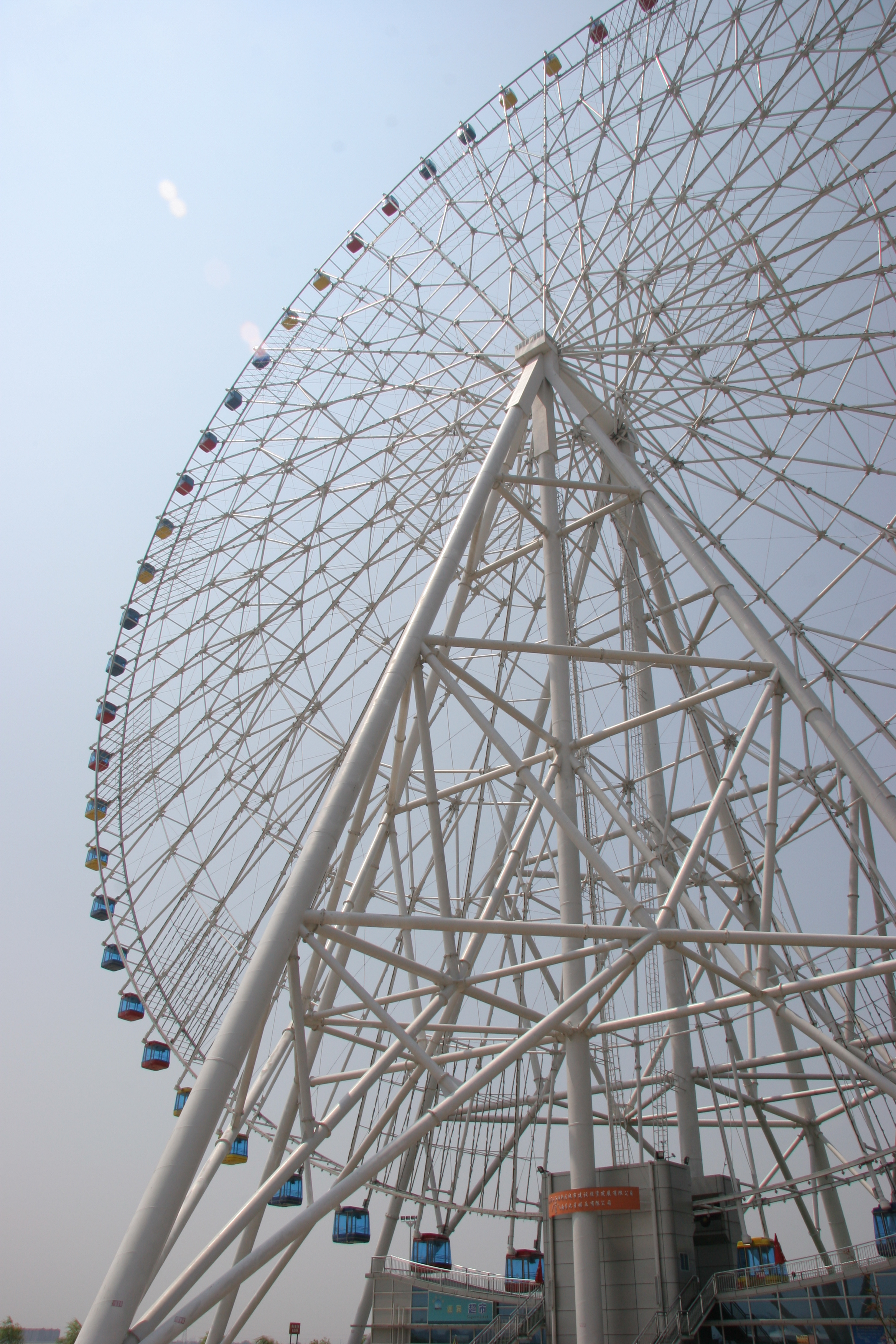
중국, 난창에 있는 대관람차.
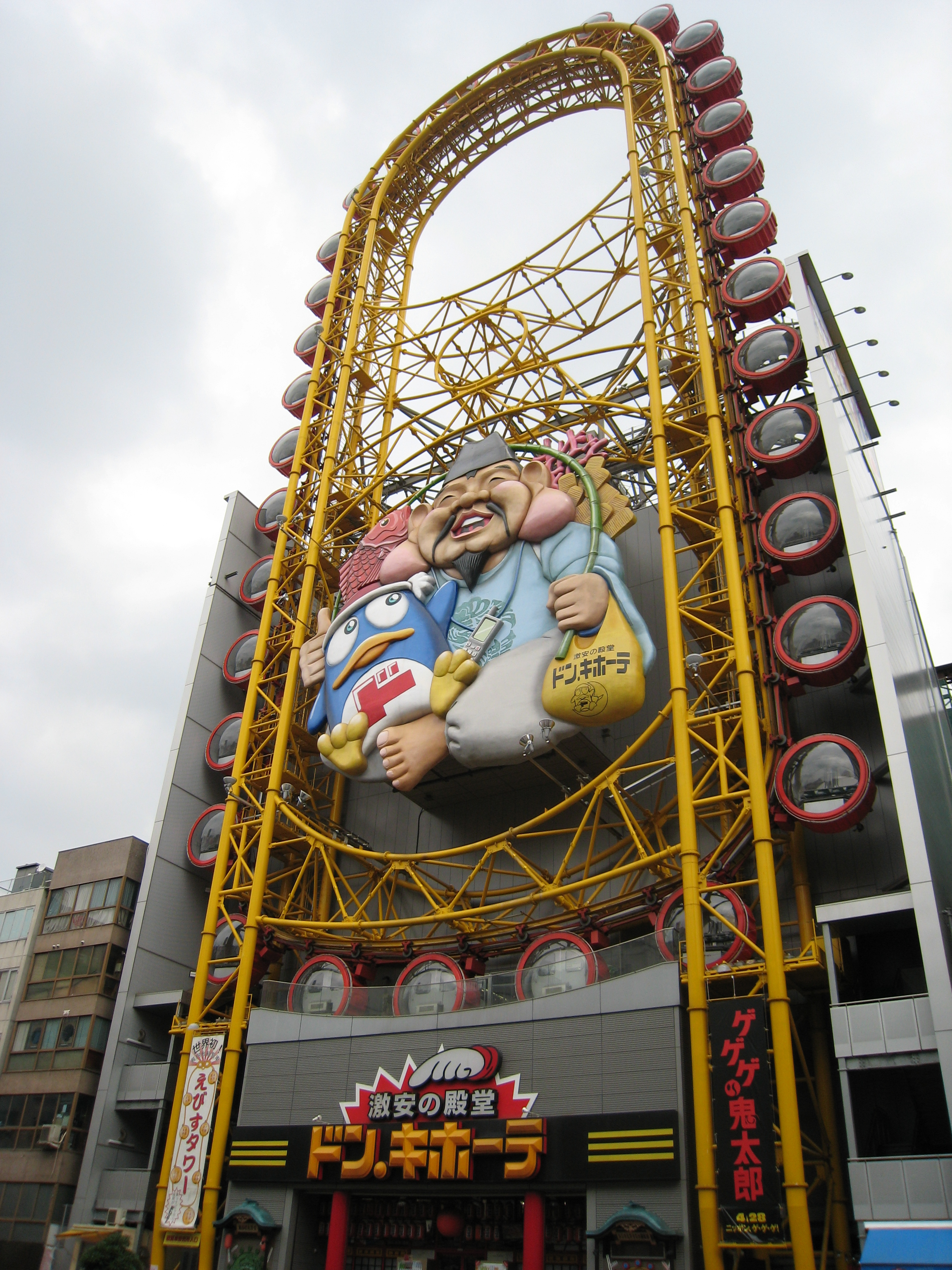
일본, 오사카에 있는 타원형 모양의 대관람차, 에비스 타워 (えびすタワー; Ebisu Tower).

## 같이 보기
- 롤러 코스터
- 회전 목마